# Jasmin Selberg
Jasmin Selberg (sinh ngày 11 tháng 8 năm 1999) là Hoa hậu và người mẫu Đức gốc Estonia. Năm 2021 cô đại diện Đức tham gia Hoa hậu Hoàn cầu 2021 và đạt Top 15 chung cuộc kèm giải thưởng Miss Social Media, cô lọt Top 16 Hoa hậu Hoàn vũ Đức 2022 và đại diện Đức tham dự Hoa hậu Siêu quốc gia 2022 nhưng không đạt thành tích. Tháng 9 năm 2022 cô được mời trở thành đại diện của Đức và dành chiến thắng chung cuộc tại Hoa hậu Quốc tế 2022 và là Hoa hậu Quốc tế thứ 3 đến từ Đức.

## Tiểu sử
Jasmin Selberg sinh ra tại Tallin, Estonia. Cô chuyển từ Estonia đến Đức vào năm cô 9 tuổi.

## Sự nghiệp

### Hoa hậu Hoàn cầu 2021
Selberg đại diện cho Đức tại Hoa hậu Hoàn cầu 2021 và lọt vào Top 15 chung cuộc cùng giải thưởng phụ Miss Social Media.

### Hoa hậu Hoàn vũ Đức 2022
Selberg tiếp tục ghi danh tại Hoa hậu Hoàn vũ Đức 2022 và kết thúc với thành tích Top 16.

### Hoa hậu Siêu quốc gia 2022
Selberg thay thế đại diện đầu tiên là Sabrina Binder, người chiến thắng Hoa hậu Siêu quốc gia Đức 2022, người không thể dự thi Hoa hậu Siêu quốc gia 2022.
Cô chính thức đại diện cho Đức tại Hoa hậu Siêu quốc gia 2022 và lọt vào Top 10 Miss Supra Influencer. Sau đó cô được thông báo lọt Top 30 với hạng 27.

### Hoa hậu Quốc tế 2022
Cô tiếp tục đại diện cho Đức tại Hoa hậu Quốc tế 2022 vào ngày 13 tháng 12 tại Nhật Bản và đăng quang vị trí cao nhất của cuộc thi.